# 도키 요리토시

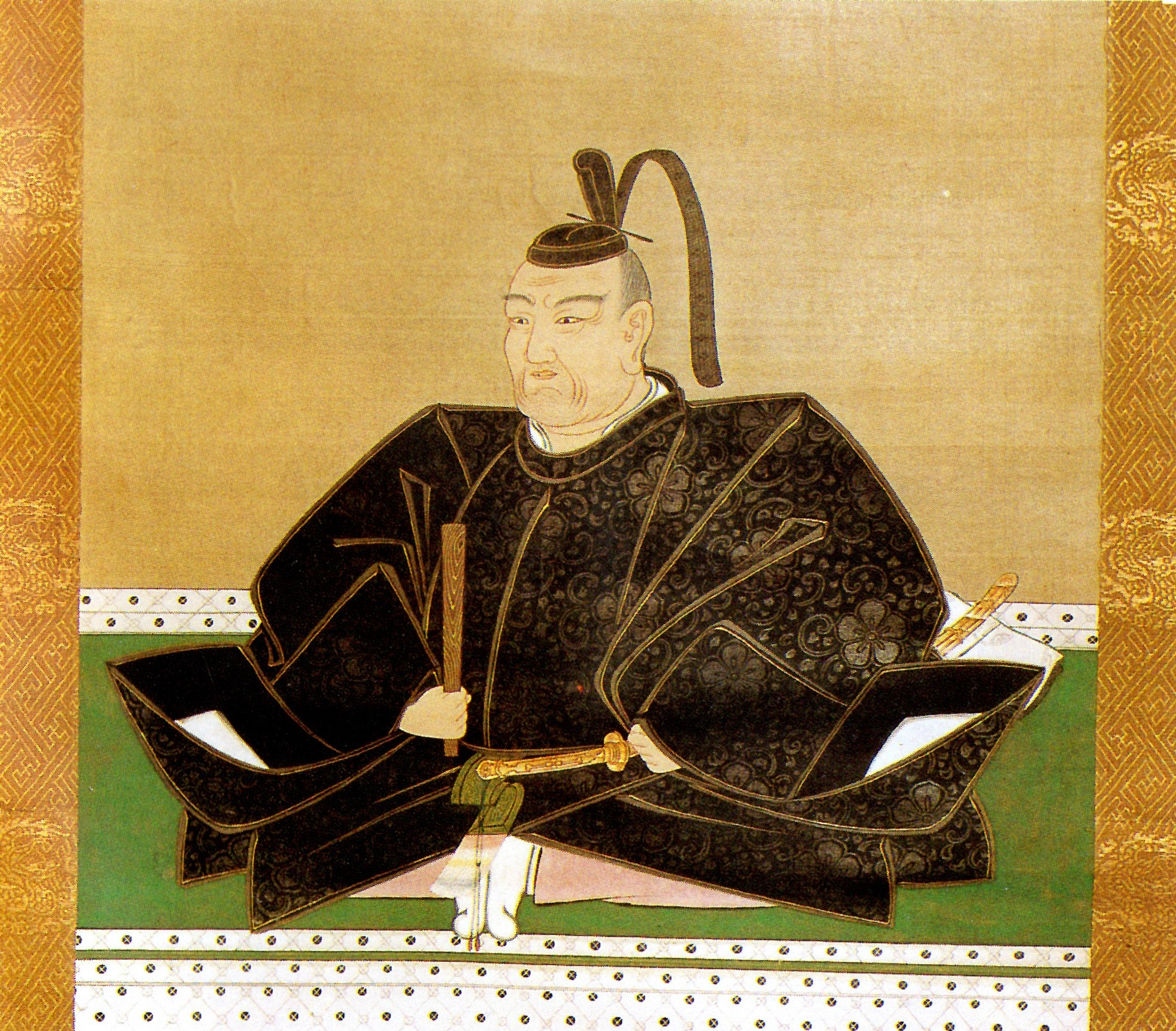
도키 요리토시

도키 요리토시(일본어: 土岐頼稔, 1695년 3월 20일 ~ 1744년 10월 17일)는 에도 시대 중기의 다이묘이다. 스루가 다나카번 제2대 번주, 고즈케 누마타번 초대 번주를 지냈다.
| 전임 도키 요리타카 | 제2대 다나카번 번주 (도키가, 오사카 조다이, 교토 쇼시다이의 출장으로 인한 1730년부터 혼다 마사노리, 혼다 마사요시와의 공동통치) 1713년 ~ 1742년 | 후임 혼다 마사요시 |

| 전임 구로다 나오즈미 | 제1대 누마타번 번주 (도키가) 1742년 ~ 1744년 | 후임 도키 요리오키 |

| 전임 마쓰다이라 노부토키 | 제26대 오사카 조다이 1730년 ~ 1734년 | 후임 이나바 마사치카 |

| 전임 마키노 히데시게 | 제17대 교토 쇼시다이 1734년 ~ 1742년 | 후임 마키노 사다미치 |